# Lisle (Loir-et-Cher)
Lisle település Franciaországban, Loir-et-Cher megyében. Lakosainak száma 186 fő (2022. január 1.). Lisle Busloup, Pezou, Rahart, Saint-Firmin-des-Prés és La Ville-aux-Clercs községekkel határos.

## Népesség
A település népességének változása:
| Lakosok száma | 146  | 157  | 191  | 214  | 198  | 197  | 195  | 198  | 198  | 186  |
|               | 1968 | 1982 | 1990 | 2006 | 2013 | 2015 | 2017 | 2019 | 2020 | 2022 |